# Staunton Coleford
Staunton lub Staunton Coleford – wieś i civil parish w Anglii, w hrabstwie Gloucestershire, w dystrykcie Forest of Dean. Leży 29 km na zachód od miasta Gloucester i 178 km na zachód od Londynu. W 2011 roku civil parish liczyła 287 mieszkańców.